# Marcin Wasilewski (Fußballspieler)
Marcin Wasilewski (* 9. Juni 1980 in Krakau, Polen) ist ein polnischer ehemaliger Fußballspieler.

## Laufbahn

### Vereinskarriere
Wasilewski (Spitzname „Robocop“ wegen seiner harten Spielweise) begann seine Karriere bei Hutnik Krakau. 2000 wechselte er zu Śląsk Wrocław, die seinerzeit in die Ekstraklasa aufgestiegen waren. Nach dem Abstieg aus der ersten Liga 2002 wechselte er zum Ligakonkurrenten Wisła Płock.
Nachdem die Mannschaft 2005 mit dem vierten Platz das beste Ergebnis der bisherigen Vereinsgeschichte erreicht hatte, unterschrieb Wasilewski bei Amica Wronki. Nach der Fusion des Vereins 2006 mit Lech Posen blieb er für ein halbes Jahr beim zusammengeschlossenen Verein, ehe er für 800.000 Euro Ablösesumme in der Winterpause nach Belgien in die Erste Division zum RSC Anderlecht wechselte.
Beim Ligaspiel zwischen dem RSC Anderlecht und Standard Lüttich am 30. August 2009 wurde Wasilewski von seinem Gegenspieler Axel Witsel gefoult und erlitt einen doppelten offenen Beinbruch. Das Foul zog erhebliche Kritik nach sich; es wurden unter anderem Morddrohungen gegen Witsel ausgesprochen.
Am 27. November 2010 gab er sein Comeback gegen den RSC Charleroi, als er für Jan Polák eingewechselt wurde. Im darauffolgenden Spiel gegen den SV Zulte Waregem erzielte er ein Tor. Daraufhin wurde sein Vertrag bis 2013 verlängert. Zur Saison 2013/14 wechselte Marcin Wasilewski zum englischen Zweitligisten Leicester City und unterschrieb einen Einjahresvertrag.
Nach dem Ende der Saison 2014/15 verlängerte Wasilewski seinen Vertrag um ein Jahr bis Sommer 2016. Sein Vertrag lief letztlich im Sommer 2017 aus und wurde nicht verlängert. Im November 2017 kehrte Marcin Wasilewski nach Polen zurück und unterschrieb einen Vertrag bis zum Saisonende 2017/2018 beim polnischen Traditionsverein Wisła Krakau. Er debütierte für Wisła Krakau in der Ekstraklasa am 27. November 2017. Bis zu seinem Karriereende mit 40 Jahren im August 2020, spielte er 60 Mal und traf einmal. Er hörte mit dem Fußball auf, um sich einer Karriere als Käfigkämpfer zu widmen.

### Nationalmannschaft
Wasilewski debütierte in der polnischen Nationalmannschaft am 20. November 2002 im Spiel gegen Dänemark. Am 6. Dezember 2006 erzielte er seinen ersten Treffer beim 5:2-Erfolg gegen die Auswahl der Vereinigten Arabischen Emirate zur 1:0-Führung. Wasilewski stand sowohl bei der EM 2008 als auch bei der EM 2012 im Kader der polnischen Nationalmannschaft. Seit Ende 2013 wurde er nicht mehr zu Länderspielen eingeladen.

## Privates
Wasilewskis Bruder Paweł ist ebenfalls Fußballprofi und spielte unter anderem beim polnischen Zweitligisten Kmita Zabierzów und Stal Stalowa Wola.

## Erfolge
- 4× Belgischer Meister (2006/07, 2009/10, 2011/12 und 2012/13)
- 1× Belgischer Pokalsieger (2007/08)
- 2× Belgischer Supercupsieger (2010 und 2012)
- 2× EM-Teilnahme (2008 und 2012)
- 1× Aufstieg in die Premier League (2013/14)
- 1× Englischer Meister (2016)